# Стивенсон, Эдвард Мэнсон
Эдвард Мэнсон Стивенсон (англ. Edward Manson Stevenson; 13 мая 1906, Покателло — 2 декабря 1968, Лос-Анджелес, Калифорния) — американский художник по костюмам

, удостоенный премии «Оскар».

## Ранние годы и начало карьеры
Эдвард родился в Покателло, штат Айдахо, 13 мая 1906 года. У него были серьёзные проблемы с дыханием, поэтому около 1915 года его мать, Дженни Уланд Стивенсон, отправилась с ним в Калифорнию, надеясь, что перемена климата улучшит его самочувствие. Позже они вернулись в Айдахо. В декабре 1919 умер его отец, Эндрю Бёртнер Стивенсон. В 1922 году Стивенсон и его мать вновь поселились в Калифорнии.
В 1924 году Стивенсон начал работать художником по эскизам в продюсерской компании Нормы Талмадж, и ему также разрешили представить свои собственные проекты. Его заметной работой того времени стало серебристое платье, которое носила Барбара ла Марр в фильме «Белый мотылёк» (1924).
C 1925 года работал в Metro-Goldwyn-Mayer (MGM), куда его пригласил в качестве художника по эскизам Андре-ани, создававший в то время костюмы для Греты Гарбо, Нормы Ширер, Луиз Фазенды и Джоан Кроуфорд. Когда Андре-ани ушёл из MGM, Стивенсон перешёл в Fox Film.
Первый контракт в качестве художника по костюмам Стивенсон заключил в 1928 году с First National Pictures. В то время Warner Brothers приобрела контрольный пакет акций First National и назначила одного из своих старших менеджеров, Хэла Уоллиса, главой студии. Жена Уоллиса, актриса Луиз Фазенда, помнила Стивенсона по временам работы в MGM, и она убедила Уоллиса дать начинающему дизайнеру шанс.
Когда контракт Стивенсона истёк, на его место был приглашён Орри-Келли. В 1931—1932 годах Стивенсон работал над костюмами для студий Columbia Pictures и Tiffany Pictures. В числе его работ того времени фильм Фрэнка Капры «Платиновая блондинка» (1931) c Джин Харлоу и Лореттой Янг.
Кроме того, Стивенсон создавал костюмы для Телмы Тодд, с которой был знаком по работе в First National Pictures.
В этот же период Стивенсон открыл свой собственный дизайнерский салон Blakely House, создавая одежду для многих голливудских звёзд и социальной элиты, а также костюмы для студий, у которых не было своих дизайнеров.

## Работа в RKO
В 1935 году Стивенсон получил работу в RKO Pictures, но для него это означало, что он будет работать над эскизами по идеям других дизайнеров. Руководителем этого направления в RKO был Уолтер Планкетт. Когда Планкетт покинул RKO, на его место пришёл Бернард Ньюман, и он поручил Стивенсону работать над эскизами под его руководством. Через какое-то время Ньюман перестал справляться с нагрузкой. Уходя из RKO, Ньюман убедил руководство, что Стивенсон должен стать его заменой, и в сентябре 1936 года Стивенсон подписал свой первый контракт в качестве эксклюзивного дизайнера с RKO.
Стивенсон проработал руководителем отдела костюмов и гардероба RKO с конца 1936 по начало 1949 года, но при этом его часто обходили стороной, чтобы удовлетворить доверие или предпочтение звездного исполнителя определенному дизайнеру.
В частности, Джинджер Роджерс и Кэтрин Хепбёрн предпочитали в съёмках для RKO работать со своими приглашёнными дизайнерами.
Однако в этот период Стивенсон наладил глубоко уважительные отношения с начинающими звёздами Морин О’Хара и Люсиль Болл, и это определило его дальнейшую карьеру. Он также одевал звезду колоратурного сопрано Метрополитен-опера Лили Понс в последних двух из трёх её фильмов для RKO. Кроме того, он работал над фильмами, которым было суждено было стать классикой, таких как «Ганга Дин» (1939), «Любовный роман» (1939) и «Подозрение» (1941, режиссёр Альфред Хичкок).
В августе 1939 года RKO подписала контракт с 24-летним Орсоном Уэллсом, не имевшим до этого опыта в кинематографе. Уэллс должен был написать сценарии, поставить их и сняться в трёх проектах. В результате появились два очень заметных фильма того времени: «Гражданин Кейн» (1941) и «Великолепные Эмберсоны» (1942). Уэллс выбрал Стивенсона для работы над костюмами к этим фильмам.
Обе картины требовали тщательного исследования, чтобы точно представить изображаемые периоды, при этом Стивенсон столкнулся со многими трудностями в осуществлении своих первоначальных намерений. В «Гражданине Кейне» от него требовалось скрыть беременность Дороти Камингор, и это становилось всё труднее по мере того, как беременность и съемки продолжались. Он справился, снабдив её муфтой и распуская швы на талии, хотя оба эти решения поставили под угрозу целостность образа. Нехватка тканей во время войны мешала работе над фильмом «Великолепные Эмберсоны», и Стивенсона также попросили внести некоторые изменения в костюмы, чтобы сделать их более гламурными.
Попытка ухода
К 1942 году RKO оказался на грани полного финансового краха. Стивенсон выдерживал работу с переменчивым менеджментом RKO уже шесть лет и желал чего-то другого, потенциально более стабильного.
Он узнал от своих предшественников, что рынок готовой одежды может обеспечить больше надёжности и денег.
Поэтому, как Планкетт и Ньюман до него, он ушёл, чтобы попытать счастья в другом месте. Его контракт с RKO закончился с завершением съёмок «Путешествия в страх» (1943) в марте 1942 года.
В мае того же года Стивенсон работал над показом мод Бернарда Уолдмана — мероприятием, которое через год превратилось в Неделю моды в Нью-Йорке.
Эта работа не принесла результатов, на которые надеялся Стивенсон, и к январю 1943 года он вернулся в RKO.
Возвращение в RKO
Стивенсон возобновил свои обязанности руководителя отдела костюмов и гардероба RKO в период относительной стабильности и динамичного творчества. Это были годы знаменитого «хоррора» Вэла Льютона, попытки Ширли Темпл перейти от детской звезды к ролям инженю, активного заимствования звёздных исполнителей из других студий и подъём фильмов-нуар. Стивенсон принимал участие во всём этом, включая фильмы «Проклятие людей-кошек» (1944), «Холостяк и девчонка» (1947), «Правительственная девушка» (1944), «Эта прекрасная жизнь» (1946) и «Из прошлого» (1947). Стивенсон также сделал костюмы для фильма «Испанские морские владения» (1945) с Морин О’Хара, это был первый полноцветный фильм RKO со времён «Бекки Шарп» (1935).

## Поздние годы
В 1961 году Стивенсон получил премию «Оскар» за лучший дизайн костюмов к фильму «Правда жизни» (1960). Эту премию он разделил с Эдит Хэд.
В более поздние годы он работал с Люсиль Болл в качестве художника по костюмам в сериалах-ситкомах «Я люблю Люси», «Час Люси-Дези», «Шоу Люси» и «Вот — Люси».

## Избранная фильмография
- Белый мотылёк / The White Moth (1924)
- Улыбающиеся ирландские глаза / Smiling Irish Eyes (1929)
- Её личная жизнь / Her Private Life (1929)
- Париж / Paris (1929)
- Салли / Sally (1929)
- Обручальные кольца / Wedding Rings (1929)
- Павлинья аллея / Peacock Alley (1930)
- Лилии полевые / Lilies of the Field (1930)
- Мамба / Mamba (1930)
- Дамы для досуга / Ladies of Leisure (1930)
- Убийство не состоится / Murder Will Out (1930)
- Танцовщица в Голливуде / Showgirl in Hollywood (1930)
- Печально известный роман / A Notorious Affair (1930)
- Песнь пламени / Song of the Flame (1930)
- Возлюбленные и жёны / Sweethearts and Wives (1930)
- Яркие огни / Bright Lights (1930)
- Кисмет / Kismet (1930)
- Горилла / The Gorilla (1930)
- Правда о молодёжи / The Truth About Youth (1930)
- Санни / Sunny (1930)
- Плеть / The Lash (1930)
- Поцелуй меня снова / Kiss Me Again (1931)
- Папин сын / Father’s Son (1931)
- Горячая наследница / The Hot Heiress (1931)
- Женщина голодна / Woman Hungry (1931)
- Кончики пальцев / The Finger Points (1931)
- Непослушные дамы / Misbehaving Ladies (1931)
- Враг общества / The Public Enemy (1931)
- Миллионер / The Millionaire (1931)
- Муж на вечеринке / Party Husband (1931)
- Девушка в большом бизнесе / Big Business Girl (1931)
- Люди неба / Men of the Sky (1931)
- Умные деньги / Smart Money (1931)
- Чудесная девушка / The Miracle Woman (1931)
- Широкий кругозор / Broadminded (1931)
- Пять последних звёзд / Five Star Final (1931)
- Платиновая блондинка / Platinum Blonde (1931)
- Недозволенное / Forbidden (1932)
- Отель Континенталь / Hotel Continental (1932)
- Военный корреспондент / War Correspondent (1932)
- Горький чай генерала Йена / The Bitter Tea of General Yen (1932)
- Специальный следователь / Special Investigator (1936)
- Большое жюри / Grand Jury (1936)
- Вторая жена / Second Wife (1936)
- Мальчики мумии / Mummy’s Boys (1936)
- Проложить дорогу даме / Make Way for a Lady (1936)
- Разыскивается: Джейн Тёрнер / Wanted! Jane Turner (1936)
- Сюжет крепчает / The Plot Thickens (1936)
- Ночная официантка / Night Waitress (1936)
- Эта девушка из Парижа / That Girl from Paris (1936)
- Мы, собирающиеся умереть / We Who Are About to Die (1937)
- Они хотели пожениться / They Wanted to Marry (1937)
- Мы в суде / We’re on the Jury (1937)
- Морские дьяволы / Sea Devils (1937)
- Слишком много жён / Too Many Wives (1937)
- Удачу не купишь / You Can’t Buy Luck (1937)
- Вот моя девушка / There Goes My Girl (1937)
- Знакомьтесь, миссис / Meet the Missus (1937)
- Ты не можешь победить любовь / You Can’t Beat Love (1937)
- Новые лица 1937 года / New Faces of 1937 (1937)
- Супер-сыщик / Super-Sleuth (1937)
- Любимец Нью-Йорка / The Toast of New York (1937)
- Жизнь на вечеринке / The Life of the Party (1937)
- Музыка для мадам / Music for Madame (1937)
- Завтрак для двоих / Breakfast for Two (1937)
- Вот идёт жених / There Goes the Groom (1937)
- Сражайся за свою леди / Fight for Your Lady (1937)
- Достигая новой высоты / Hitting a New High (1937)
- Она получает всё / She’s Got Everything (1937)
- Radio City Revels / Radio City Revels (1938)
- Ночь горничной / Maid’s Night Out (1938)
- Этот брачный бизнес / This Marriage Business (1938)
- Радость жизни / Joy of Living (1938)
- Святой в Нью-Йорке / The Saint in New York (1938)
- Блондинистый обман / Blond Cheat (1938)
- Прекрасный отдых / Having Wonderful Time (1938)
- Цыплята мамаши Кэри / Mother Carey’s Chickens (1938)
- Разгром рэкета / Smashing the Rackets (1938)
- Сумасшедшая мисс Мэнтон / The Mad Miss Manton (1938)
- Тихоокеанский лайнер / Pacific Liner (1939)
- Ганга Дин / Gunga Din (1939)
- Красота для просящих / Beauty for the Asking (1939)
- Любовный роман / Love Affair (1939)
- История Вернона и Айрин Касл / The Story of Vernon and Irene Castle (1939)
- Они сделали её шпионкой / They Made Her a Spy (1939)
- Дом женского общества / Sorority House (1939)
- Пятеро вернувшихся назад / Five Came Back (1939)
- Лишь на словах / In Name Only (1939)
- Три сына / Three Sons (1939)
- Это верно — вы неправы / That’s Right — You’re Wrong (1939)
- Семья швейцарских Робинзонов / Swiss Family Robinson (1940)
- Ирэн / Irene (1940)
- Ты не одурачишь свою жену / You Can’t Fool Your Wife (1940)
- Школьные дни Тома Брауна / Tom Brown’s School Days (1940)
- Энн из Ветреных Тополей / Anne of Windy Poplars (1940)
- Танцуй, девочка, танцуй / Dance, Girl, Dance (1940)
- Вы узнаете / You’ll Find Out (1940)
- Маленькие мужчины / Little Men (1940)
- Нет, нет, Нанетт / No, No, Nanette (1940)
- Сделаем музыку / Let’s Make Music (1941)
- Они встретились в Аргентине / They Met in Argentina (1941)
- Гражданин Кейн / Citizen Kane (1941)
- Санни / Sunny (1941)
- Моя жизнь с Кэролайн / My Life with Caroline (1941)
- Дьявол и Дэниэл Уэбстер / The Devil and Daniel Webster (1941)
- Выходные на троих / Week-End for Three (1941)
- Подозрение / Suspicion (1941)
- Посмотри кто смеётся / Look Who’s Laughing (1941)
- Товарищи по игре / Playmates (1941)
- Мексиканская вспыльчивость в море / Mexican Spitfire at Sea (1942)
- Синкопирование / Syncopation (1942)
- Мой любимый шпион / My Favorite Spy (1942)
- Путешествие в страх / Journey into Fear (1943)
- Вечность и один день / Forever and a Day (1943)
- За восходящим солнцем / Behind the Rising Sun (1943)
- Падший воробей / The Fallen Sparrow (1943)
- Она решает рискнуть / A Lady Takes a Chance (1943)
- Железный майор / The Iron Major (1943)
- Трап в завтрашний день / Gangway for Tomorrow (1943)
- Правительственная девушка / Government Girl (1943)
- Корабль-призрак / The Ghost Ship (1943)
- Всё выше и выше / Higher and Higher (1943)
- Паспорт судьбы / Passport to Destiny (1944)
- Действия в Аравии / Action in Arabia (1944)
- Проклятие людей-кошек / The Curse of the Cat People (1944)
- Шоу-бизнес / Show Business (1944)
- Морские рейдеры / Marine Raiders (1944)
- Живой шаг / Step Lively (1944)
- Невеста по ошибке / Bride by Mistake (1944)
- Мадемуазель Фифи / Mademoiselle Fifi (1944)
- Неистовая молодость / Youth Runs Wild (1944)
- В седле / Tall in the Saddle (1944)
- Это убийство, моя милочка / Murder, My Sweet (1944)
- Какая блондинка / What a Blonde (1945)
- Очаровательный домик / The Enchanted Cottage (1945)
- Предательство с Востока / Betrayal from the East (1945)
- Удачного преступления / Having Wonderful Crime (1945)
- Небо Китая / China Sky (1945)
- Зомби на Бродвее / Zombies on Broadway (1945)
- Остров мёртвых / Isle of the Dead (1945)
- Скандалы Джорджа Уайта / George White’s Scandals (1945)
- Испанские морские владения / The Spanish Main (1945)
- Выживший человек / Man Alive (1945)
- Винтовая лестница / The Spiral Staircase (1946)
- С этого дня вперёд / From This Day Forward (1946)
- Бедлам / Bedlam (1946)
- Правда об убийстве / The Truth About Murder (1946)
- Любишь ли ты меня / Do You Love Me (1946)
- Леди Удача / Lady Luck (1946)
- Эта прекрасная жизнь / It’s a Wonderful Life (1946)
- Синдбад-мореход / Sinbad the Sailor (1947)
- Рождённый убивать / Born to Kill (1947)
- Медовый месяц / Honeymoon (1947)
- Женщина на пляже / The Woman on the Beach (1947)
- Мне не поверят / They Won’t Believe Me (1947)
- Холостяк и девчонка / The Bachelor and the Bobby-Soxer (1947)
- Из прошлого / Out of the Past (1947)
- Судья на отдыхе/Бабье лето / The Judge Steps Out (1948)
- Уличная гонка / Race Street (1948)
- Кровь на Луне / Blood on the Moon (1948)
- Женский секрет / A Woman’s Secret (1949)
- Приключения в Балтиморе / Adventure in Baltimore (1949)
- Большой обман / The Big Steal (1949)
- Лёгкая жизнь / Easy Living (1949)
- Оптом дешевле / Cheaper by the Dozen (1950)
- Стелла / Stella (1950)
- Два флага Запада / Two Flags West (1950)
- Иди тихо, незнакомец / Walk Softly, Stranger (1950)
- Грязевик / The Mudlark (1950)
- Большой куш / The Jackpot (1950)
- Тринадцатое письмо / The 13th Letter (1951)
- Я бы поднялся на самую высокую гору / I’d Climb the Highest Mountain (1951)
- Четырнадцать часов / Fourteen Hours (1951)
- Тайна озера каторжников / The Secret of Convict Lake (1951)
- Давид и Вирсавия / David and Bathsheba (1951)
- Пустынный лис: История Роммеля / The Desert Fox: The Story of Rommel (1951)
- Анна Индийская / Anne of the Indies (1951)
- Красное небо Монтаны / Red Skies of Montana (1952)
- На острие меча / At Sword’s Point (1952)
- Кенгуру / Kangaroo (1952)
- Какова цена славы / What Price Glory (1952)
- Вождь краснокожих и другие… / O. Henry’s Full House (1952)
- Солдат пони/МакДональд из канадских конников / Pony Soldier (1952)
- Против всех врагов / Against All Flags (1952)
- Рыжая из Вайоминга / The Redhead from Wyoming (1953)
- Серебряный кнут / The Silver Whip (1953)
- Стрела войны / War Arrow (1953)
- Великолепный матадор / The Magnificent Matador (1955)
- Первая леди коммивояжер / The First Traveling Saleslady (1956)
- Всё, кроме правды / Everything but the Truth (1956)
- Я люблю Люси / I Love Lucy (1955—1957)
- Вестингауз Дезилю Театр / Westinghouse Desilu Playhouse (1958)
- Театр во время отпуска / Vacation Playhouse (1966)
- Люси в Лондоне / Lucy in London (1966)
- Шоу Люси / The Lucy Show (1962—1968)
- Вот — Люси / Here’s Lucy (1968—1969)